# All I Want for Christmas Is You
All I Want for Christmas Is You är en julsång, skriven och framförd 1994 av sångerskan Mariah Carey från USA tillsammans med Walter Afanasieff till Mariah Careys julalbum Merry Christmas. Sången, som även kom ut på singel samma år, handlar om att Mariah Carey struntar i julklappar och ljus då julen kommer. Det enda hon bryr sig om på julen är att få vara med sin älskade.
I slutet av 2007 gjorde Agnes Carlsson och Måns Zelmerlöw en coverversion av låten som användes i en reklamvideo för MQ.
All I Want for Christmas har också förekommit i filmen Love Actually där den då blott 12-åriga skådespelerskan och sångerskan Olivia Olson framförde den i scenen på skolföreställningen i slutet på filmen.

## Listplaceringar
Låten brukar årligen gå in på världslistor när julen står för dörren. Den är 2000-talets första decenniums mest spelade julsång. 2005 nådde den topplaceringen #1 på Billboards låtlista Hot Digital men på grund av samtida regler hjälpte det inte till att toppa Hot 100. 2019 nådde låten plats 3 på Billboard Hot 100, vilket gjorde den till den första låten att nå topp 5 på Billboard sedan The Chipmunk Song (Christmas Don’t Be Late) av David Seville and The Chipmunks var etta 1958. Under veckan daterad 21 december 2019 nådde låten plats 1, 25 år efter att låten släppts.